# 木村仁美 (アナウンサー)
木村 仁美（きむら ひとみ、1995年8月12日 - ）は、千葉テレビ放送（チバテレ）の契約アナウンサー。元福井放送・テレビ新広島のアナウンサー。千葉県佐倉市出身。所属事務所はF.D.K.→ニチエンプロダクション。

## 人物
子どものころの夢はアナウンサー。
大学卒業後、東京・丸の内の法律事務所に就職したが、アナウンサーになる夢を諦められず、アナウンサーとして福井放送に入社。アナウンサーになりたかったのは、自分が幸せと感じたことを多くの人に伝えて共有したいと思ったからである。
2023年7月、結婚。
2023年8月9日、結婚とテレビ新広島からの退社を報告した。退社後、同年10月よりフリーとして引き続き広島県で活動していたが、2024年に帰京。その後2025年4月からは、地元千葉県の千葉テレビ放送と契約する。
元TSS市場里奈アナウンサーとはアナウンサー同期（2018年度）になる。また、RCC唐澤恋花アナウンサーとは広島ローカルアナウンサー同期（2021年度）になり、唐澤もテレビ朝日アスク出身である。
趣味：クルミパン作り
radikoプレミアムで全国のラジオ番組を聴くほどラジオが好き。
ピアノやファゴット、華道、十二単の着付けができる。
スポーツ歴：スイミング、キックボクシング（福井放送時代）。
特技:前を向いたまま目薬をさせる。

## 現在の出演
- newsチバ（2025年4月3日 - ）キャスター
- ちば朝ライブ モーニングこんぱす（2025年4月14日 - ）月・火MC ※他のチバテレアナウンサーとの交代制

## 過去の出演

### FBCテレビ（福井放送）
- ふれあい若狭（2019年4月 - 2021年3月）リポーター
- おじゃまっテレ ワイド&ニュース 駅前リポート
- ローカルニュース・天気

### テレビ新広島
- そ～だったのかンパニー（2022年）MC
- TSSライク!（2021年8月 - 2023年）
  - 天気情報
  - ライク!NewsFlash
  - フィールドキャスター
- ローカルニュース・天気